# Joan Feynman
Joan Feynman (New York, 31 maart 1927 – Oxnard, 21 juli 2020) was een Amerikaans astrofysicus. Ze leverde bijdragen aan het onderzoek naar de deeltjes in de zonnewind, naar de relaties tussen de zon en de aarde en aan de natuukunde van de magnetosfeer. Bekend is Feynman met name geworden door haar inzicht in de oorsprong van het poollicht (het noorder- en zuiderlicht, ook wel 'aurora' genoemd). Ook maakte zij een model dat het aantal hoogenergetische deeltjes voorspelt dat een ruimtevaartuig tijdens de levensduur waarschijnlijk zal raken, en zij ontwikkelde een methode om de zonnevlekkencycli te voorspellen.

## Biografie

### Jeugd
Feynman groeide op in de wijk Far Rockaway in Queens (New York), samen met haar elf jaar oudere broer, Richard Feynman (die in 1965 de Nobelprijs voor Natuurkunde won). Haar ouders waren Lucille Phillips, die huisvrouw was, en Melville Arthur Feynman, een zakenman. Haar ouders, beiden Asjkenazische Joden, waren afkomstig uit Minsk en Polen.
Joan was een nieuwsgierig kind en toonde al op jonge leeftijd interesse voor de wereld. Haar moeder en grootmoeder weerhielden haar er echter van om wetenschap te gaan beoefenen, omdat ze geloofden dat de hersenen van vrouwen fysiek niet in staat waren om complexe wetenschappelijke concepten te begrijpen op de manier waarop de hersenen van mannen dat wel zouden kunnen. Haar broer Richard moedigde haar echter wel aan om nieuwsgierig te zijn naar het universum. Hij legde haar de stelling van Pythagoras uit, liet haar zien hoe de middelpuntvliedende kracht werkt bij ronddraaiende glazen water en vertelde haar over atomen. Hij was het dan ook die de jonge Joan voor het eerst kennis liet maken met het noorderlicht, toen hij haar op een avond uit bed lokte om te kijken naar het flikkeren van het noorderlicht boven een lege golfbaan vlakbij hun huis. Later vond Feynman troost in een astronomieboek dat haar door haar broer werd gegeven. Ze raakte ervan overtuigd dat ze inderdaad wetenschap kon studeren, toen ze op pagina 407 een grafiek tegenkwam die was gebaseerd op onderzoek van de vrouwelijke astronoom Cecilia Payne-Gaposchkin (1900-1979). Haar moeder had dus ongelijk.

### Opleiding
In 1948 behaalde Feynman een bachelordiploma in de natuurkunde aan het progressieve Oberlin College, een van de eerste opleidingen die vrouwen toelieten bij de bachelorstudie. Daarna ging ze naar de Universiteit van Syracuse, waar ze vastestoffysica studeerde bij Melvin Lax. Tijdens haar afstudeerperiode nam ze een jaar vrij om bij haar echtgenoot Dick Hirshberg in Guatemala te gaan wonen, waar ze samen de antropologie bestudeerden van de Maya-volkeren die daar woonden. Ze was samen met haar man en Betty J. Meggers coauteur van een artikel over antropologie uit 1957. Feynman promoveerde uiteindelijk in de natuurkunde in 1958. Haar proefschrift ging over absorption of infrared radiation in crystals of diamond-type lattice structure ("absorptie van infraroodstraling in kristallen met een diamantachtige roosterstructuur"). Ze deed ook postdoctoraal onderzoek bij het Lamont Geological Observatory van de Columbia-universiteit.
Volgens haar zoon werd zij bij haar studie wel tegengewerkt. De ene hoogleraar gaf haar opzettelijk lage cijfers, een andere adviseerde haar om spinnenwebben te bestuderen, omdat ze die later in het huishouden wel tegen zou komen. Na haar huwelijk probeerde ze wel thuis te zitten bij de kinderen, maar het maakte haar depressief. Op advies van een psychiater solliciteerde ze voor een baan als onderzoeker.

## Carrière

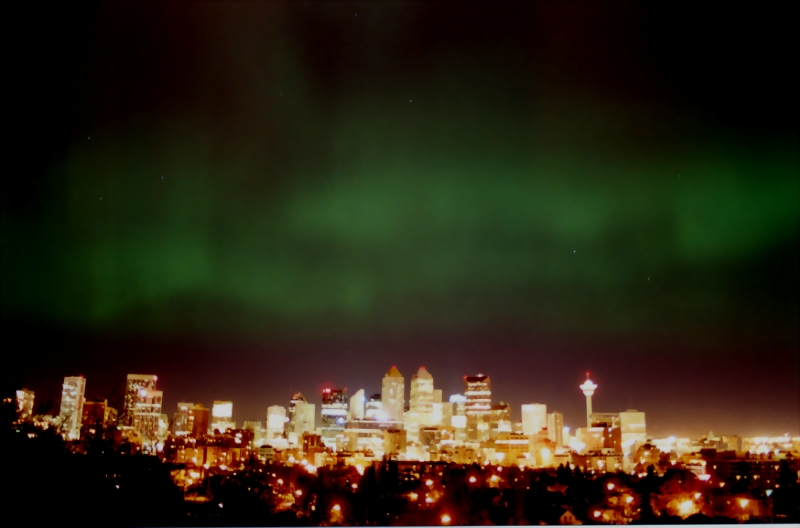
Noorderlicht boven Calgary

Joan Feynman besteedde het grootste deel van haar carrière aan het bestuderen van de interacties tussen de zonnewind en de magnetosfeer van de aarde. Terwijl zij in 1971 bij het NASA Ames Research Center werkte, ontdekte zij dat het periodiek uitstoten van zonnemateriaal, bekend als een zonne-coronale massa-ejectie (CME of plasmawolk), geïdentificeerd kon worden door de aanwezigheid van helium in de zonnewind. Dit was een belangrijke vondst. CME's waren destijds al wel bekend, maar het was tot dan toe moeilijk om deze te detecteren.
Begin jaren 1970 was er geldtekort bij NASA en werden vrouwen als eerste ontslagen.
Na haar werkzame periode bij NASA Ames stapte Feynman daarom over naar onderzoeksposities bij het High Altitude Observatory; het Nationaal Centrum voor Atmosferisch Onderzoek in Boulder, Colorado; de National Science Foundation in Washington, DC; en Boston College in Massachusetts. In 1985 aanvaardde Feynman een functie bij het Jet Propulsion Laboratory in Pasadena (Californië), waar ze werkte tot haar pensionering.

### Belangrijkste onderzoeksresultaten
Feynman ontdekte belangrijke eigenschappen van de aard en van de oorzaak van poollicht. Met behulp van gegevens verzameld door het NASA-ruimtevaartuig Explorer 33 toonde ze aan dat aurora's veroorzaakt worden door de interactie tussen de magnetosfeer van de aarde en de geladen deeltjes van de zonnewind.
Feynman hielp bij het ontwikkelen van een model voor het inschatten van de risico's van de lokale ruimteomgeving voor de ruimtevaart. De plasmawolken vanuit de zon veroorzaken geomagnetische stormen, die gevaarlijke gevolgen kunnen hebben voor zowel de ruimtevaartuigen als voor de ruimtevaarders. De zich met grote snelheid voortplantende plasmadeeltjes veroorzaken schokgolven in de zonnewind, waardoor geomagnetische stormen worden veroorzaakt wanneer de deeltjes de buitenrand van de magnetosfeer van de aarde bereiken. Vaak gaan dergelijke stormen gepaard met een grote toevloed van protonen, die schade kunnen aanrichten aan communicatiesystemen en andere onderdelen van ruimtevaartuigen. Feynmans model hielp ingenieurs bij het bepalen van de flux van hoogenergetische deeltjes die een ruimtevaartuig gedurende zijn functionele levensduur zouden beïnvloeden. Haar werk op dit gebied leidde tot belangrijke nieuwe ontwikkelingen in het ontwerp van ruimtevaartuigen.
Later in haar carrière onderzocht Feynman klimaatverandering. Ze was vooral geïnteresseerd in tijdelijke zonnegebeurtenissen en in variaties van de zonnecyclus. Ze bestudeerde de invloed van de zon op klimaatafwijkingen tijdens de winter, die bekend staan als de Arctische oscillatie of North Annular Mode (NAM). Samen met haar collega en echtgenoot Alexander Ruzmaikin ontdekte ze dat tijdens perioden van lagere zonneactiviteit de NAM-index systematisch lager is. Dergelijke perioden van lage zonneactiviteit vallen samen met afkoelingsperioden voor bepaalde delen van de wereld, bijvoorbeeld in Europa tijdens de Kleine IJstijd. Feynman en haar collega's ontdekten ook een verband tussen zonnevariabiliteit en klimaatverandering in de oude waterstanden van de Nijl. Tijdens periodes van hoge zonneactiviteit bleken de omstandigheden rond de Nijl droger te zijn, en wanneer de zonneactiviteit laag was, waren de omstandigheden natter.
In 1974 werd Feynman de eerste vrouw die werd gekozen tot officer van de American Geophysical Union. Ze organiseerde binnen die vereniging een commissie belast met het bevorderen van de eerlijke behandeling van vrouwen binnen de geofysica-gemeenschap. Feynman was lang lid van de Internationale Astronomische Unie. Ze was lid van een aantal onderafdelingen van de IAU, waaronder Divisie E Zon en Heliosfeer, Divisie G Stars en Stellar Physics, en Divisie E Commissie 49 Interplanetary Plasma & Heliosphere.

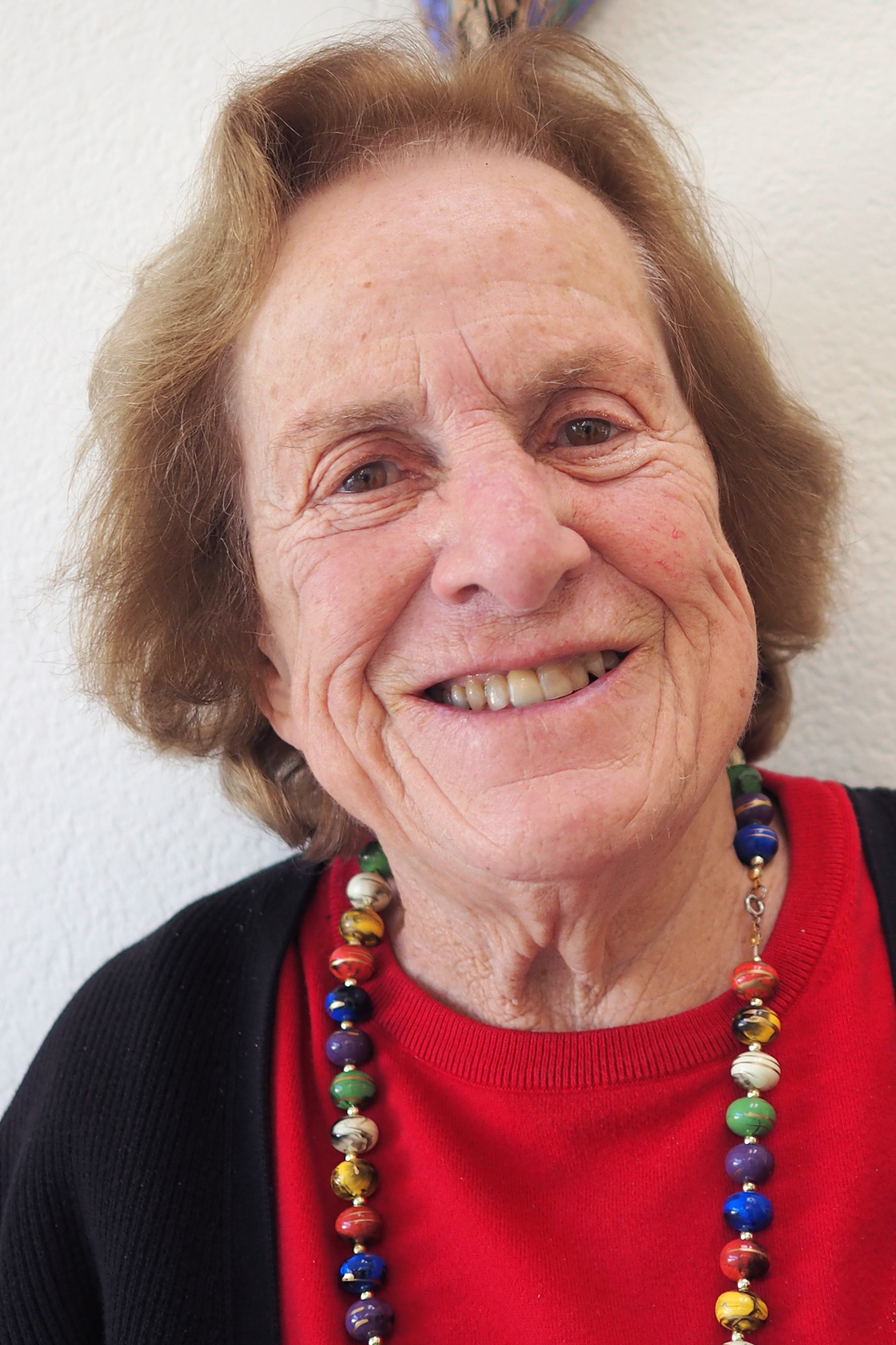
Joan Feynman in 2015

### Pensioen
Feynman ging in 2003 met pensioen bij het Jet Propulsion Laboratory als senior wetenschapper. Ze bleef echter werken en publiceerde in 2009 over de invloed van zonneactiviteit op het klimaat van het eerste millennium.
Tijdens haar carrière was Feynman auteur of co-auteur van meer dan 100 wetenschappelijke publicaties. Ze redigeerde ook drie wetenschappelijke boeken.

## Prijzen en onderscheidingen
- Feynman werd tweemaal verkozen tot secretaris van de afdeling Solar and Interplanetary Physics van de American Geophysical Union.
- In 2002 werd Feynman genoemd als een van de elite senior research scientist van het Jet Propulsion Laboratory.
- In 2000 ontving ze de Exceptional Achievement Medal van NASA.

## Privéleven
Feynman kreeg uit haar eerste huwelijk met antropoloog Richard (Dick) Irwin Hirshberg (geboren 1924) een dochter, Susan Hirshberg, en twee zonen, Charles en Matt Hirshberg. Feynman ontmoette Hirshberg op Oberlin College. Ze trouwden in 1948, gingen uit elkaar in 1974 en kwamen later tot een formele echtscheiding. Feynman was van 1987 tot haar dood getrouwd met collega-astrofysicus Alexander Ruzmaikin.
Ze stierf op 21 juli 2020, op 93-jarige leeftijd.
- Bibsys: 98027751
- International Standard Name Identifier: 0000 0003 8508 2684
- Library of Congress Control Number: n97063362
- Nationale Bibliotheek van Israël: 987007335787705171
- Système universitaire de documentation: 17879516X
- Virtual International Authority File: 279567757
- WorldCat: E39PBJdCk8VVdKGwy87H6qxdQq